# Leia divesicornis
Leia divesicornis är en tvåvingeart som först beskrevs av Kertesz 1902.  Leia divesicornis ingår i släktet Leia och familjen svampmyggor. Inga underarter finns listade i Catalogue of Life.